# 愛爾蘭文化
愛爾蘭文化包括愛爾蘭島上和愛爾蘭人的風俗、傳統、音樂、藝術、文學、民宿、飲食和體育。愛爾蘭的文化以蓋爾文化為主，也受到盎格魯-諾曼、英格蘭和蘇格蘭文化的影響。12世紀，盎格魯-諾曼人入侵愛爾蘭。而16至17世紀，愛爾蘭又被英國政府統治。現在，愛爾蘭的天主教徒和新教徒之間仍然明顯的文化差異。由於眾多愛爾蘭人移民海外，愛爾蘭文化具有全球影響力，一些節日如聖派翠克節、萬聖節和十二節在世界各地被慶祝。愛爾蘭文化被愛爾蘭僑民繼承和改良，並反過來影響愛爾蘭本國。

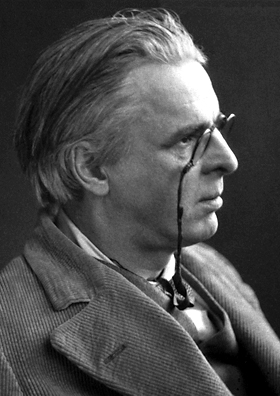
威廉·巴特勒·葉芝 (1865–1939)

- 文化成就：
  - 凱爾經（Book of Kells）
  - 健力士
  - 爱尔兰民乐
  - 愛爾蘭踢踏舞

## 文學
- 文學家：
  - 乔治·贝克莱（George Berkeley）代表作：《涉及人类知识的原则的理论书》《许拉斯和菲洛努斯的对话三篇》
  - 詹姆斯·乔伊斯（James Joyce）代表作：《尤利西斯》《芬宁根守灵记》
  - 乔治·伯纳·肖（George Bernard Shaw）代表作：《卡舍尔·拜隆的职业》
  - 奥斯卡·王尔德（Oscar Wilde）代表作：《道林·格雷的画像》《快乐王子和其他故事》
  - 威廉·巴特勒·叶芝（William Butler Yeats）代表作：《爱尔兰乡村的神话和民间故事集》《凯尔特的薄暮》等
  - 塞缪尔·贝克特（Samuel Beckett）代表作：《等待戈多》
  - 谢默斯·希尼（Séamus Heaney）代表作：《自然主义者之死》
- 圣三一学院（Trinity College）的歐內斯特·沃吞（Ernest Walton）为1951年诺贝尔物理奖得主之一。

## 音樂
儘管全球化的力量，愛爾蘭傳統音樂仍然充滿活力，並保留了許多傳統。它影響了各種音樂種類，例如美國鄉村和根源音樂，並在一定程度上影響現代搖滾。它也加入了其他風格，如搖滾和龐克搖滾樂。愛爾蘭在其他種類的音樂，如搖滾，流行，爵士，藍調也產生了許多國際知名的藝人。
全國各地有許多的古典音樂樂團，如愛爾蘭廣播電視表演團體。
- 愛爾蘭舞蹈 

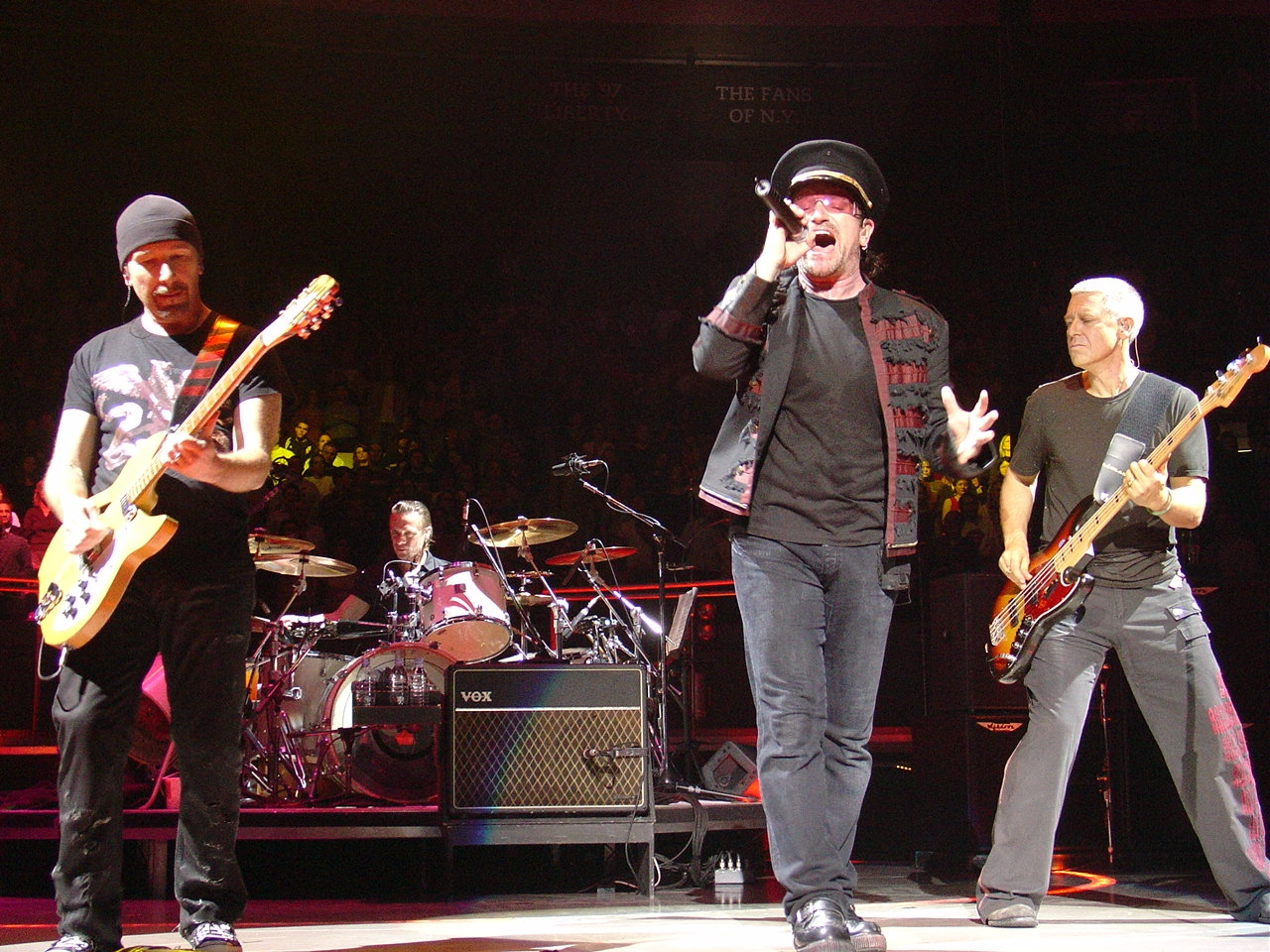
U2

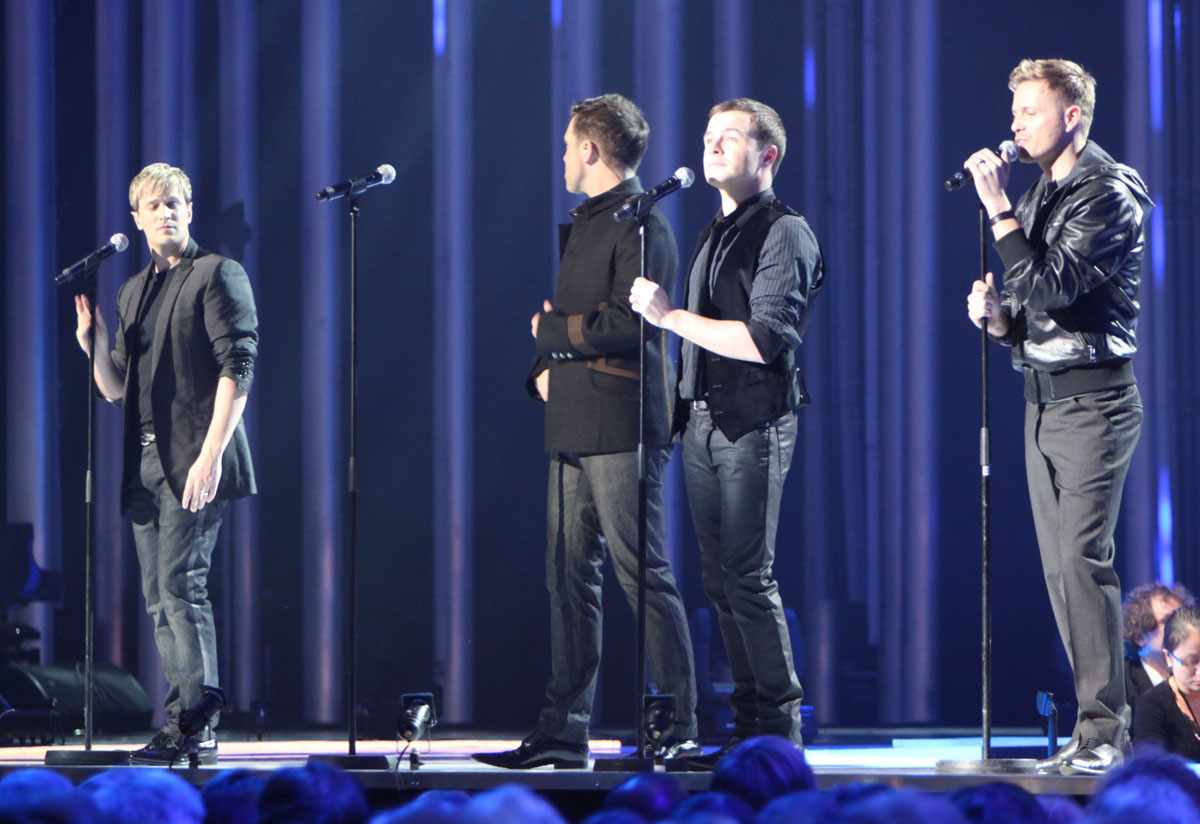
西城男孩

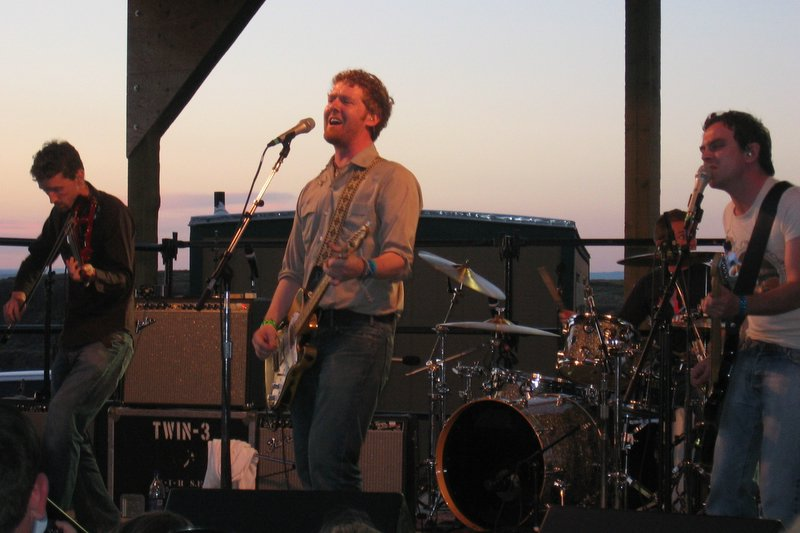
The Frames

  - 米高·法特尼 (Michael Flatley) 主演大河之舞 (Riverdance)

- 知名愛爾蘭音樂歌手及樂團
  - 蓋瑞摩爾 (Gary Moore)
  - U2樂團 (U2)
  - 恩雅 (Enya)
  - 戴米恩·萊斯 (Damien Rice)
  - 手創樂團 (The Script)
  - 框架樂團 (The Frames)
  - 范·莫里森 (Van Morrison)
  - 酋長樂團 (The Chieftains)
  - 西尼德·奥康娜 (Sinéad O'Connor)
  - 小紅莓樂團 (The Cranberries)
  - 水男孩樂團 (The Waterboys)
  - 瘦李奇樂團 (Thin Lizzy)
  - 棒客樂團 (The Pogues)
  - 溫室花朵樂團 (Hothouse Flowers)
  - 鲍勃·格尔多夫 (Bob Geldof)
  - 可儿家族 (The Corrs)
  - 男孩特區 (Boyzone)
  - 西城男孩 (Westlife)
  - 天使女伶 (Celtic Woman)
  - 卡拉·迪倫 (Cara Dillon)
  - 奈爾·霍蘭 Niall Horan

## 戲劇
著名演员：
- 丹尼尔·戴-刘易斯（Daniel Day-Lewis): 1989年奥斯卡最佳男主角奖
- 皮爾斯·布魯斯南（Pierce Brosnan）
- 科林·法雷爾（Colin Farrell）
- 瑟夏·羅南（Saoirse Ronan）：提名奧斯卡獎最佳女配角獎

## 政治
- 政界名人：
  - 前总统玛丽·罗宾逊 (Mary Robinson) 1997年至2002年之间担任联合国人权事务高级专员。

## 飲食

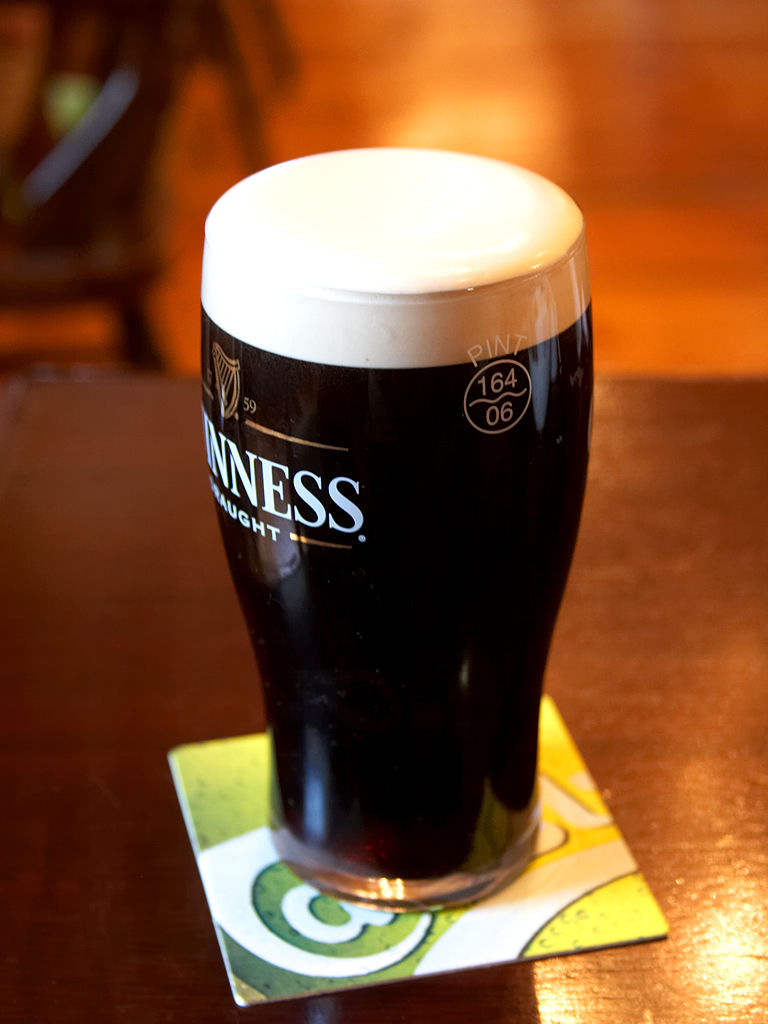
愛爾蘭黑啤酒

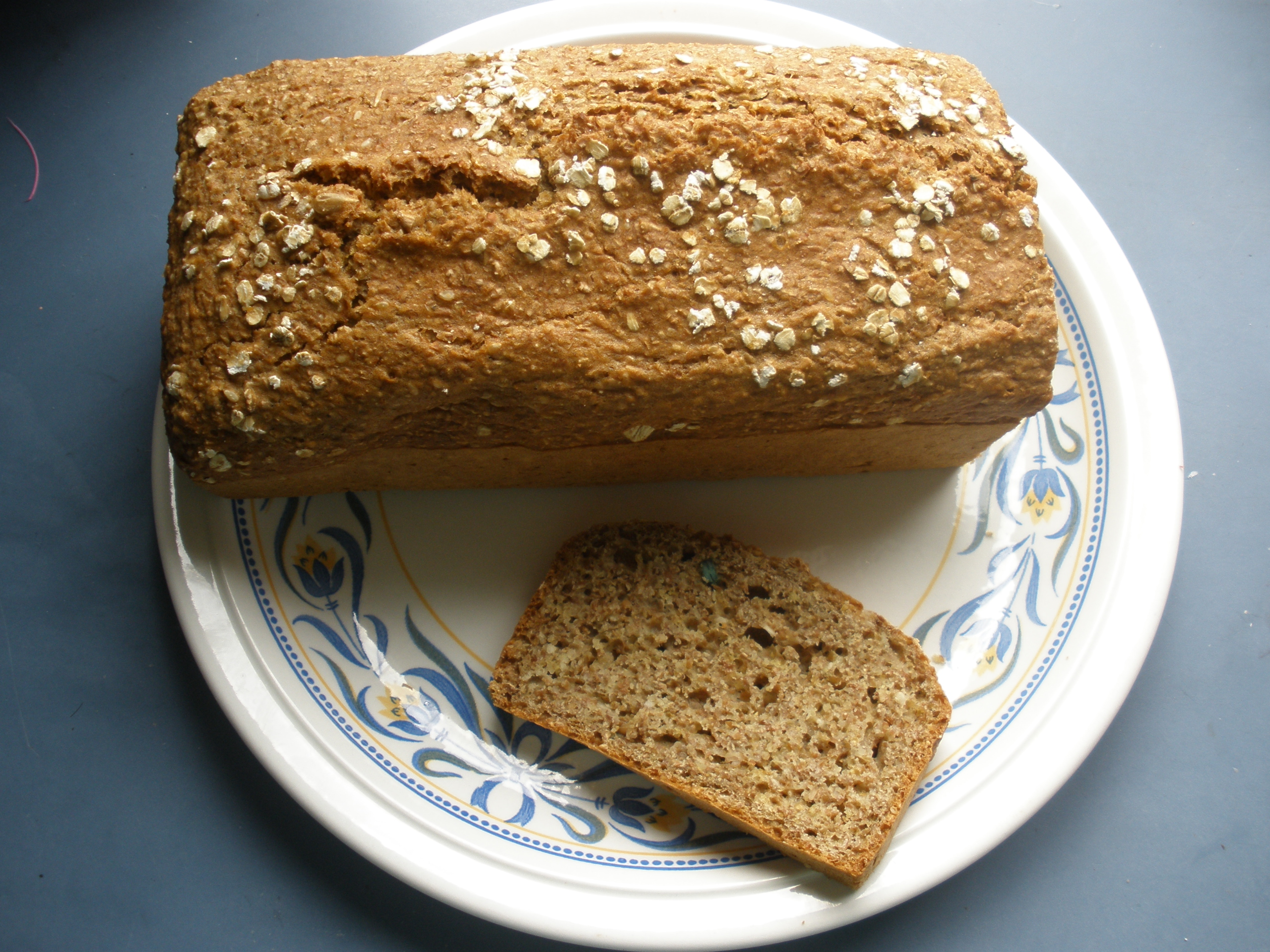
愛爾蘭小麥蘇打麵包

傳統的愛爾蘭菜餚以肉類和奶製品為主，蔬菜和海鮮為輔。馬鈴薯在16世紀引進後，也形成了許多傳統愛爾蘭美食的基礎。
古宾奶酪產自愛爾蘭南部，於1980年發明，是愛爾蘭特產。古宾奶酪外形呈扁平的圓形狀，外殼為黃色，散發着一種強烈的氣味。古宾奶酪在發售前的三星期起，要每天以鹽水涮洗。

## 博物館及圖書館

### 博物館
酷兒檔案館位於首都都柏林，致力於保存愛爾蘭境內的LGBT歷史文獻與藝術作品。愛爾蘭酷兒檔案館自成立以來便在愛爾蘭的LGBT研究上佔有重要的地位，因為它提供學者們豐富且完整的歷史文獻進行研究。

## 運動
蓋爾式足球和板棍球是愛爾蘭最流行的兩項運動，是由蓋爾運動協會所推動的四大蓋爾運動當中的兩項。此外足球亦是極受到普羅大眾歡迎的運動，愛爾蘭國家足球隊亦是國家的象徵之一。
2011年歐洲聯賽決賽在5月18日舉行，在愛爾蘭都柏林英傑華體育場進行。由於歐洲足協避免球場以贊助商冠名，球場將會在決賽時改稱「都柏林球場」。

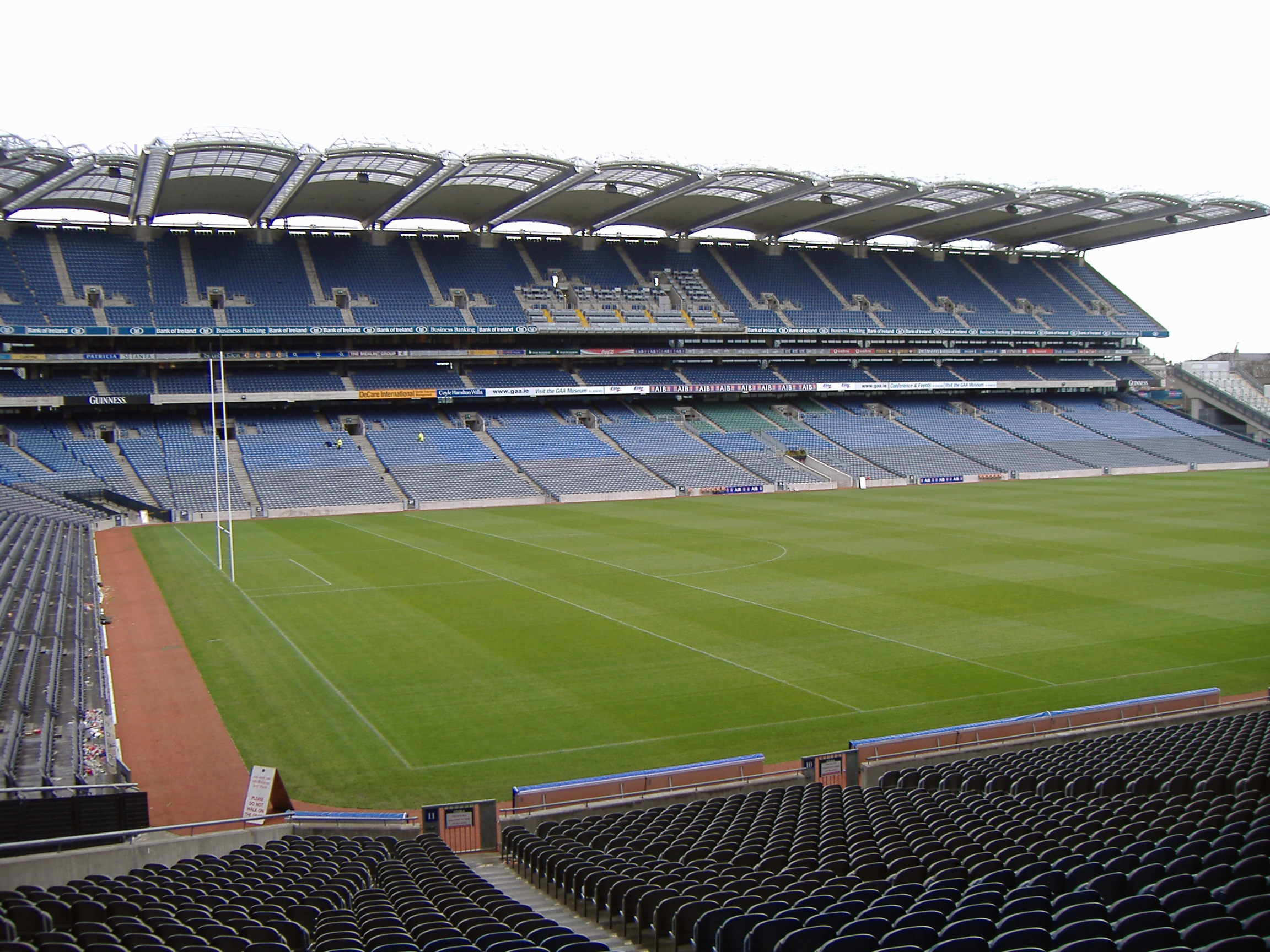
克羅基公園體育場
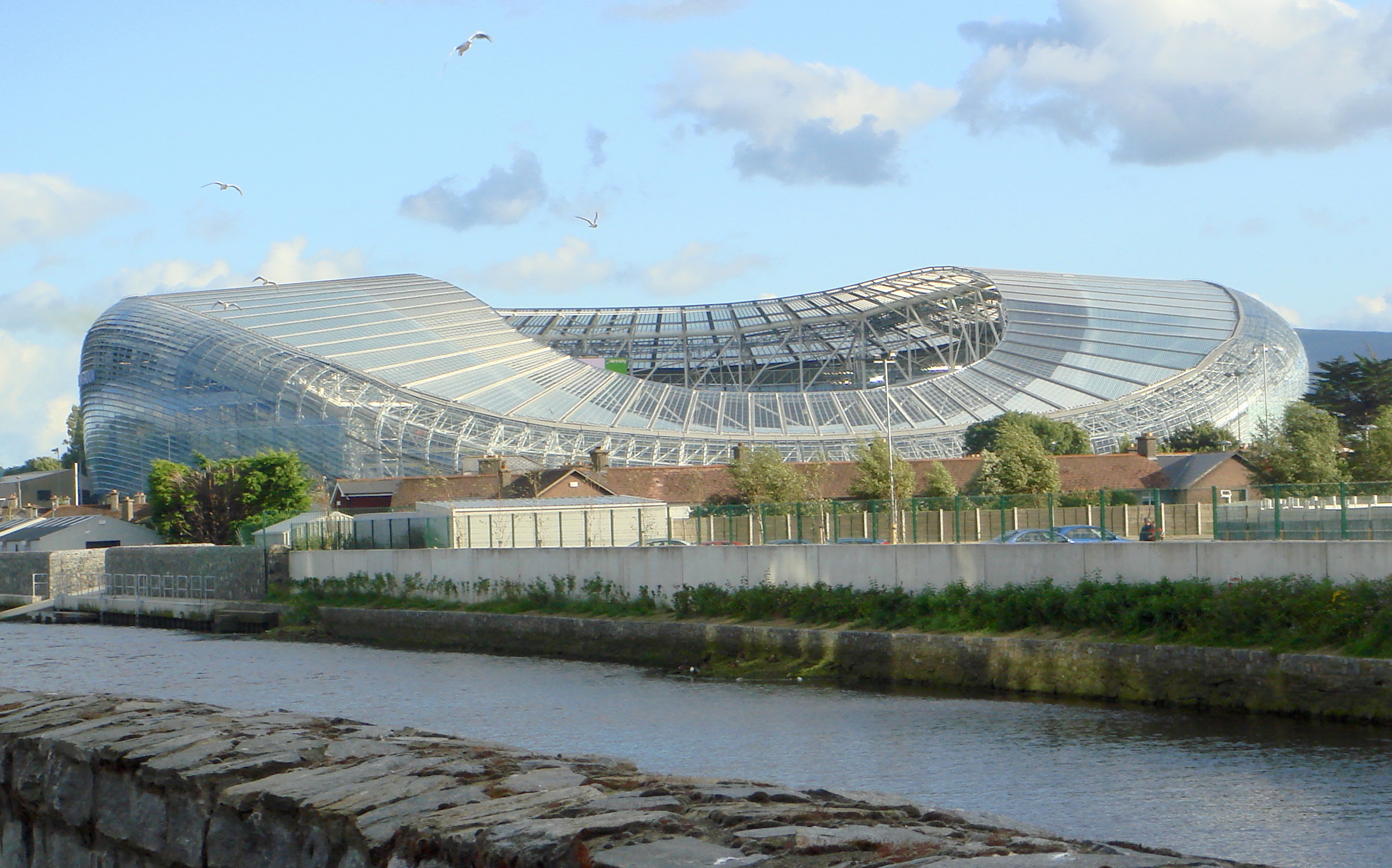
英傑華體育場

## 外部連結
- BBC Northern Ireland Television & Radio Archive
- Central Statistics Office Ireland
- Irish Department of Foreign Affairs: Facts about Ireland
- Irish Broadcasting （页面存档备份，存于）
- Population figures by religion （页面存档备份，存于）
- Audio Podcasts from Irish Writers and archival audio from Irish people[永久]